# Nikolaas Tinbergen

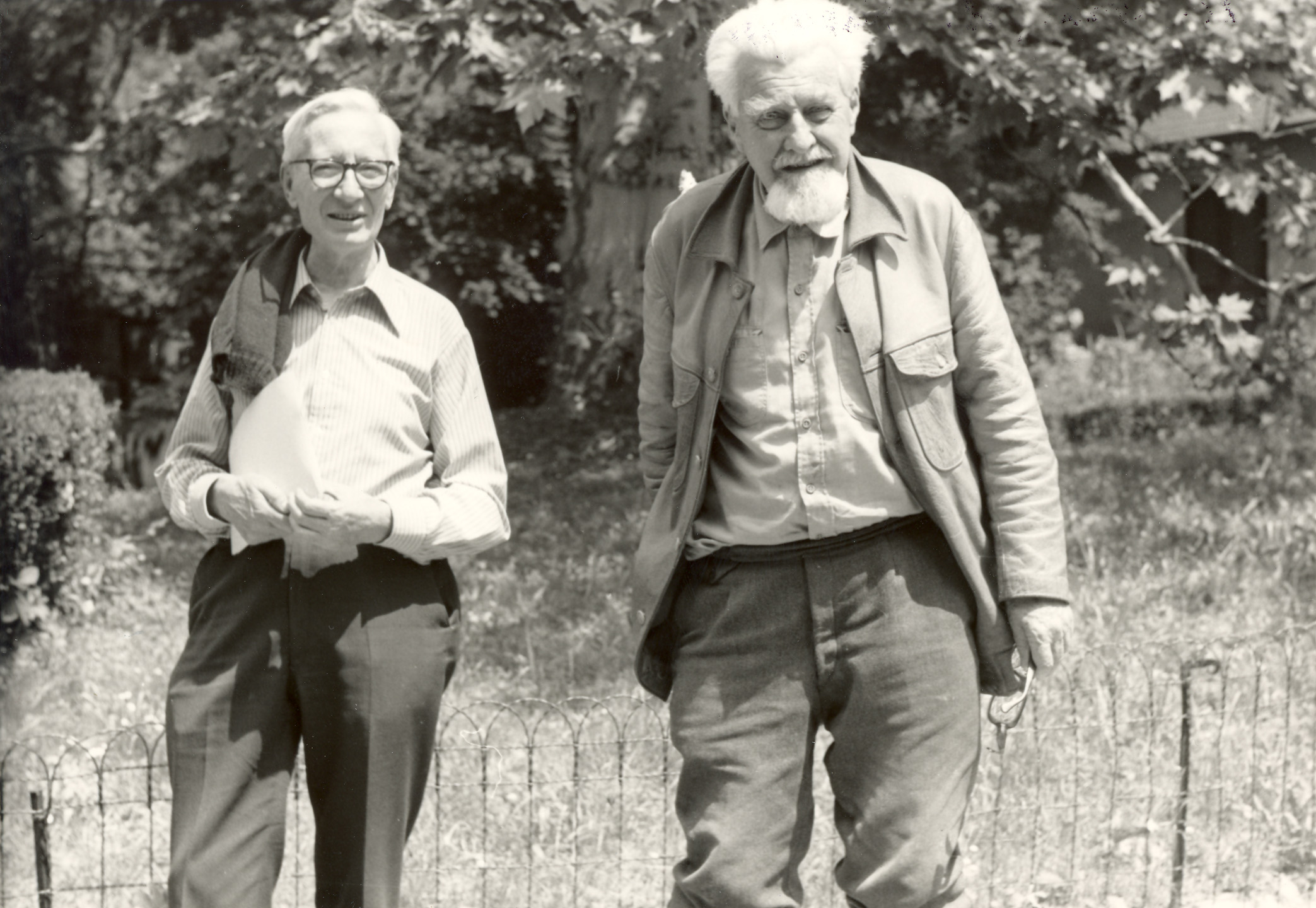
N. Tinbergen a K. Lorenz

Nikolaas (Niko) Tinbergen (15. dubna 1907 Den Haag – 21. prosince 1988 Oxford) byl nizozemský biolog, etolog a ornitolog. 1973 obdržel společně s Karlem von Frischem a Konradem Lorenzem Nobelovu cenu za fyziologii a medicínu, a to za své objevy, týkající se organizace a společenského chování živočichů.

## Život
Tinbergen studoval biologii na univerzitě v Leidenu, jeho bratr Jan Tinbergen byl významný ekonom (Nobelova cena 1969). Roku 1932 se oženil s E. A. Rutten a jako svatební cestu strávili společně 15 měsíců v Grónsku, kde Tinbergen studoval společenský život Inuitů i různých živočichů. Roku 1937 strávil půl roku v Altenbergu u Vídně u K. Lorenze a navštívil v Mnichově také Frische. V létě 1938 přednášel v USA, kde se setkal s evolučním biologem Ernstem Mayrem, který na něj měl značný vliv. Roku 1940 byl jmenován profesorem, ale už od roku 1942 byl držen nacisty jako rukojmí v zajateckém táboře, což způsobilo roztržku s K. Lorenzem, který s nacisty spolupracoval. Roku 1949 se s rodinou přestěhoval do Oxfordu, v roce 1955 získal britské státní občanství a roku 1966 se stal profesorem Oxfordské univerzity. Mezi jeho žáky byli také Desmond Morris a Richard Dawkins.

## Dílo
Tinbergen patřil mezi průkopníky přesného pozorování živočichů ve volné přírodě. Zabýval se hlavně studiem hmyzu (mravkolev, vosa, čmelák) a ptáků (racek), studoval otázky instinktu a vtištění (imprinting), ritualizace a spouštěcích signálů a také hierarchického uspořádání živočišných společenství. Některé jeho výsledky byly později vyvráceny a jeho pokus o výklad dětského autismu byl vůbec odmítnut.
V oblasti biologické metody formuloval takzvané “čtyři otázky” nebo čtyři oblasti biologie, jež se odlišují jednak tím, co se zkoumá (ontogeneze živočicha anebo jeho anatomie a funkce), jednak tím, zda se zkoumají blízké (“proximátní”) anebo konečné (“ultimátní”) souvislosti.
| Čtyři oblasti biologie | Čtyři oblasti biologie | Čtyři oblasti biologie |
| ---------------------- | ---------------------- | ---------------------- |
|                        | Dvojí výklad:          |                        |
| Hledisko:              | vývojový               | popisný                |
| proximátní             | ontogeneze             | mechanismy             |
| ultimátní              | fylogeneze             | adaptace               |